# Нибридий (архиепископ Нарбона)
Нибридий (Небридий, Нимфридий; лат. Nibridius, Nebridius, Nimfridius; VIII—IX век) — сначала епископ, затем первый архиепископ Нарбона; управлял Нарбонской митрополией в 790-х — 820-х годах; один из деятелей Каролингского возрождения.

## Биография

### Ранние годы
О происхождении и ранних годах жизни Нибридия сведений в исторических источниках не сохранилось. Возможно, он был уроженцем Септимании и ещё до получения епископского сана состоял в дружеских отношениях с Бенедиктом Анианским. Согласно церковным преданиям, Нибридий вместе с Бенедиктом в 779 году основал аббатство Лаграс и стал его первым настоятелем. По другим данным, это событие произошло около 800 года. Более поздняя дата основана на первом упоминании о Лаграсе в раннесредневековых документах — дарственной хартии этой обители, примерно в то время данной правителем Франкского государства Карлом Великим.

### Получение власти над Нарбонской митрополией
Первые точно датированные свидетельства о Нибридии относятся к самому концу VIII век, когда он уже был главой Нарбонской митрополии. Неизвестно, когда Нибридий взошёл на епископский престол. Последние упоминания о его предшественнике на кафедре, Даниэле, относятся к рубежу 780-х—790-х годов. Посещавший в 798 году Септиманию Теодульф в своих посланиях упоминал о Нибридии, но ещё не называл его епископом. В то же время в одном из посланий Алкуина, написанном в 800 году, Нибридий был уже наделён епископским саном. До этого же, по свидетельству Алкуина, Нибридий был аббатом. Хотя в письмах не упоминается, аббатом какой обители был Нибридий, вероятно, это был монастырь Лаграс. Предполагается, что свою роль в получении Нибридием епископского престола мог сыграть Бенедикт Анианский, походатайствовавший за друга перед королём франков.
Вероятно, Нибридий уже получил епископский престол, когда он по повелению правителя Франкского государства Карла Великого вместе с епископом Лиона Лейдрадом и настоятелем Анианского аббатства Бенедиктом в качестве королевского посланца дважды (весной 799 года и осенью 800 года) совершал поездки по Испанской марке и Септимании. Целью поездок была борьба с процветавшим тогда на этих землях адопцианством. Для осуждения главы этого движения, епископа Феликса, епархия которого входила в Нарбонскую митрополию, в 799 году в Сео-де-Уржеле был проведён церковный собор. На нём Феликс был объявлен сторонником ереси и смещён с епископской кафедры. Новым епископом Уржеля стал Лейдрад, предпринявший энергичные и успешные меры к уменьшению числа адопциан. Результатом этих действий стало массовое отречение жителей Испанской марки и Септимании от адопцианства. В 800 году Бенедикт Анианский в письме к архиепископу Зальцбурга Арно утверждал, что благодаря усилиям королевских посланцев двадцать тысяч северо-испанских клириков и мирян признали ошибочность учения Феликса.
После освобождения франками Барселоны от власти мавров территория местной епархии в 801 году была включена в состав Нарбонской митрополии.

### Первый архиепископ Нарбона
Вероятно, часто бывая при дворе Карла Великого, Нибридий удостоился расположения франкского монарха. В 812 году вместе с архиепископом Арля Иоанном II Нибридий был послан королём Карлом ко двору своего сына, правителя Аквитании Людовика Благочестивого, в качестве советника.
Предполагается, что к тому времени с согласия правителя франков глава Нарбонской митрополии мог быть уже возведён в архиепископский сан, которого не имели его предшественники. Вероятно, это событие должно было произойти не позднее 813 года, когда Нибридий начал упоминаться в современных ему документах как архиепископ.

### Нибридий и деятели Каролингского возрождения
При королевском, а затем и императорском дворе Нибридий завязал тесные дружеские связи с такими видными деятелями Каролингского возрождения как Лейдрад, Алкуин, Агобард, Теодульф, Клавдий Туринский и Элизахар.
Нибридию было адресовано одно из писем Алкуина, написанное тем незадолго до смерти. В этом документе, датируемом 804 годом, Алкуин просил Нибридия не оставлять своим вниманием братию аббатства Лаграс. Эта просьба была вызвана тем, что став главой Нарбонской митрополии, Нибридий сложил с себя обязанности аббата. В документах 800-х — 820-х годов (то есть при жизни Нибридия) упоминаются имена двух настоятелей Лаграса: Аттала и Адаларика.
Сохранились свидетельства о том, что приезжая в Ахен, Нибридий часто пел с другими приближёнными к Карлу Великому лицами в придворной капелле. Не довольный качеством литургических книг, глава Нарбонской епархии обратился к Элизахару с просьбой написать новый труд о церковном пении. Тот не смог отказать своему другу, и составил новый антифонарий.
Теодульф Орлеанский, в одной из поэм описывая свой визит в Нарбон в 798 году, в самых превосходных выражениях характеризовал епископа Нибридия. Состоя в переписке с Клавдием Туринским, Нибридий в одном из посланий очень высоко оценил его труд «Комментарии на книгу „Исход“» и выразил желание иметь у себя в библиотеке копию этого сочинения.
С Агобардом же Нибридий, вероятно, был знаком ещё с тех времён, когда тот жил в Септимании. Возможно, именно по ходатайству Нибридия Агобард в 814 году получил в управление Лионскую архиепархию. Начав в своих владениях компанию против евреев, Агобард обратился с пространным письмом к главе Нарбонской митрополии. Из послания известно о том, что в Нарбоне существовала большая еврейская община, и что Нибридий не только терпимо относился к тем, кто исповедовал иудаизм, но и приглашал таких лиц на епископские трапезы. Агобард гневно осуждал благосклонность нарбонского архиепископа к евреям и призывал Нибридия порвать все связи с ними. О том, что ответил на это послание нарбонский архиепископ, сведений не сохранилось.
Донаших дней дошло и адресованное Нибридию письмо, отправленное к нему Бенедиктом Анианским. В нём уже находившийся присмерти аббат просил нарбонского архиепископа и далее покровительствовать братии Анианского монастыря. Также в послании Бенедикт писал о том, что «вверяет» Нибридию «всех друзей, близких и родных». Следуя воле умершего 11 февраля 821 года друга, Нибридий вместе с Агобардом в конце того же или в начале следующего года присутствовал на выборах нового настоятеля Анианского аббатства, которым стал Труктесинд.

### Арльский собор 813 года
В 813 году по приказу императора Карла Великого в Майнце, Реймсе, Туре, Шалоне и Арле были проведены синоды, которые были призваны выработать решения об исправлении норм жизни духовенства и о взаимоотношениях государственной власти и церкви Франкского государства. На состоявшемся 10 мая Арльском соборе присутствовали более двадцати епископов. Главой синода был избран архиепископ Иоанн II Арльский, а его сопредседателем — архиепископ Нибридий. Участники собора приняли двадцать шесть канонов, в основном, посвящённых вопросам церковной дисциплины.

### Последние годы
После смерти Карла Великого Нибридий продолжал пользоваться уважением и его сына и преемника, императора Людовика I Благочестивого. От этого монарха в 810-х годах он получил две дарственные хартии: в 814 году для Нарбонской архиепархии, и в 819 году для аббатства Беллеселле в Альбижуа.
15 декабря 817 года Нибридий в качестве королевского посланца присутствовал на судебном заседании в Жироне. Хартия об этом собрании сохранилась только в поздней копии. Ошибочное прочтение этого документа привело к появлению среди историков мнения о том, что Нибридий возглавлял не только Нарбонскую митрополию, но и Жиронскую епархию. По их предположению Нибридий, якобы, занимал местную кафедру между епископами Валариком и Гимером. В действительности же, вероятно, в то время главой Жиронской епархии всё ещё был епископ Валарик.
Последнее упоминание о Нибридии в средневековых источниках — его подпись под дарственной хартией, данной 11 сентября 822 года императором Людовиком I Благочестивым аббату монастыря в Баньолесе Меркоралу. В этом документе император подтверждал право обители владеть близлежавшим озером и прилагавшими к тому землями.
В поминальной книге аббатства Лаграс упомянуто о том, что Нибридий скончался 1 января, будучи уже в весьма преклонном возрасте. Преемником Нибридия на архиепископской кафедре Нарбона был Варфоломей.